# Oncotophasma modestum
Oncotophasma modestum är en insektsart som först beskrevs av Brunner von Wattenwyl 1907.  Oncotophasma modestum ingår i släktet Oncotophasma och familjen Diapheromeridae. Inga underarter finns listade i Catalogue of Life.